# Giovanni Aloisio III di Oettingen-Spielberg
Giovanni Aloisio III di Oettingen-Spielberg (nome completo Johann Alois Anton; Oettingen in Bayern, 9 maggio 1788 – Monaco di Baviera, 7 maggio 1855) è stato principe di Oettingen-Spielberg dal 1797 al 1806.

## Biografia
Giovanni Aloisio III nacque nel 1788 a Oettingen in Bayern, primo dei cinque figli di Giovanni Aloisio II e di Maria Aloisia di Auersperg. Succedendo al padre, fu l'ultimo principe a regnare su Oettingen-Spielberg prima che venisse mediatizzato come dominio del re Massimiliano I Giuseppe di Baviera.
Il 31 agosto del 1813 sposò a Hochaltingen Amalia Auguste von Wrede (1796-1871), figlia del principe Carl Phillip e della contessa Sophie Aloysia Agathe von Wiser (1771-1837).
Nel 1841 venne insignito dell'Ordine della corona del Württemberg. Morì a Monaco di Baviera nel 1855, poco prima di compiere 67 anni.

## Discendenza
Giovanni Aloisio III di Oettingen-Spielberg e Amalia Auguste von Wrede ebbero due figli e due figlie:
- Principe Otto Carlo (1815-1882);
- Principessa Matilde Sofia (1816-1886);
- Principe Gustavo (1817-1864);
- Principessa Berta Giovanna Notgera (1818-1890).